# Чјерна
Чјерна (слч. Čierna) насељено је мјесто са административним статусом сеоске општине (слч. obec) у округу Требишов, у Кошичком крају, Словачка Република.

## Становништво
| Година:    | 1994. | 2004.   | 2014.    | 2024.    |
| ---------- | ----- | ------- | -------- | -------- |
| Број људи: | 437   | 416     | 467      | 420      |
| Разлика:   |       | -4,80 % | +12,25 % | -10,06 % |

| Година:    | 2023. | 2024. |
| ---------- | ----- | ----- |
| Број људи: | 420   | 420   |
| Разлика:   |       | +0 %  |

Према подацима о броју становника из 2011. године насеље је имало 485 становника.